# ざんねん! 番長ちゃん
『ざんねん! 番長ちゃん』（ざんねん! ばんちょうちゃん）は、林雄一による日本の漫画作品。『月刊コミックアライブ』（KADOKAWA・メディアファクトリー発行）にて2013年8月号から2014年10月号まで連載。

## あらすじ
県立共学高校「さばす高校」に通うオタク女子高生・番長が、誤解されながらも友達を作っていくスクールライフを描く。
作者いわく「不良が一人も出ない番長漫画」。

## 登場人物
一部のキャラクター名は新潟県の旧市町村名が由来となっている。
番長（ばんちょう）
主人公。自称「人畜無害なただのオタク」。しかしその珍しい名前と主に深夜アニメの見過ぎによる目つきの悪さ, その他もろもろの言動から、周囲からは真の意味での「番長」であると誤解されている。
ぼたん
小柄なオタク少女。番長の最初の友達であり周囲からは舎弟と思われているが、本人は気にかけていない。番長に対するいじり役でもある。
紫雲寺 姫（しうんじ ひめ）
富豪出身の令嬢で、クラスの委員長。自然と人が寄ってくる性格。入学以来数数の伝説（実際は誤解）を残してきた番長にあこがれ、声をかけてくる。
豊栄 皇（とよさか すめらぎ）
クラスのツンデレ副委員長。姫からは「めらちゃん」とよばれる幼なじみ。姫と仲良くなった番長を妬み、100メートル走で勝負を挑む。和解後に番長たちと書店へ同行した際、百合作品に目覚める。ぼたんからのよばれ方は「めらめら」。
総長（そうちょう）
番長の母。実名である番長とは異なり「総長」は通称。番長が恐れられる原因の大半を作った張本人。皇からは「謎のおねーさん」と言われたほど若い風貌だが、実年齢は不詳。
笹神先生（ささかみせんせい）
さばす高校の女性教師。番長の行動を見るなり失神することがしばしばであったが、自身が顧問を務める部活「デスメタル研究会」の廃部を回避すべく番長たちに助けを求める。
美守 稀々（ひだもり キキ）
双子の妹・乃々と共にさばす高校の風紀委員。番長たちの属する「デスメタル研究会」改め「番長組」に矛先を向け、視察の目を入れる。表には出さないが特撮ヒーローが趣味。
美守 乃々（ひだもり ノノ）
双子の姉・稀々と共にさばす高校の風紀委員。番長組を視察した際、そのラノベ好きな性格から番長たちとすんなり意気投合する。

## 単行本
- 林雄一 『ざんねん! 番長ちゃん』 メディアファクトリー〈MFアライブコミックス〉、全2巻
  1. 第1巻 2014年2月28日初版発行（2014年2月22日発売） ISBN 978-4-04-066279-4
  2. 第2巻 2014年10月31日初版発行（2014年10月23日発売） ISBN 978-4-04-066871-0